# Diocese de Jundiaí
A Diocese de Jundiaí (Dioecesis Iundiaiensis) é uma divisão territorial da Igreja Católica no estado de São Paulo. Foi criada a 7 de novembro de 1966 pelo Papa Paulo VI.

## Municípios abrangidos
A diocese compreende os seguintes municípios: Jundiaí, Várzea Paulista, Campo Limpo Paulista, Louveira, Itupeva, Cabreúva, Pirapora do Bom Jesus, Cajamar, Santana de Parnaíba, Itu e Salto.

## Bispos
Administração local:
|        | Nome                         | Período    | Notas                             |
| Bispos | Bispos                       | Bispos     | Bispos                            |
| ------ | ---------------------------- | ---------- | --------------------------------- |
| 6º     | Arnaldo Carvalheiro Neto     | 2022–atual |                                   |
| 5º     | Vicente Costa                | 2009–2022  | Bispo emérito                     |
| 4º     | Gil Antônio Moreira          | 2004–2009  | Nomeado Arcebispo de Juiz de Fora |
| 3º     | Amaury Castanho              | 1996–2004  | Faleceu                           |
| 2º     | Roberto Pinarello de Almeida | 1982–1996  | Faleceu                           |
| 1º     | Gabriel Paulino Bueno Couto  | 1966–1982  | Faleceu                           |